# Под наблюдением
«Под наблюдением» (англ. Wire Room; дословно — «Пост наблюдение») — американский  боевик режиссёра Мэтта Эскандари. В США фильм вышел 2 сентября 2022 года в ограниченном прокате. В России фильм вышел в онлайн-кинотеатрах 23 сентября 2022 года.

## Сюжет
Шейн Мюллер, агент Национальной безопасности, который руководит "Постом наблюдение", высокотехнологичным командным центром, наблюдающим за самыми опасными преступниками. Новобранец Джастин Роза должен следить за членом картеля, занимающегося контрабандой оружия, Эдди Флинном и сохранить ему жизнь любой ценой. Когда команда спецназа обрушивается на дом Флинна, Роза нарушает протокол и напрямую связывается с гангстером, чтобы спасти его жизнь. Когда вооруженные люди врываются в комнату с прослушкой и начинается хаос, Мюллер и Роза предпринимают последнюю, отчаянную попытку противостоять коррумпированным агентам и чиновникам, которые стремятся уничтожить улики и убить их обоих.

## В ролях
- Кевин Диллон — Джастин Роза
- Брюс Уиллис — Шейн Мюллер
- Оливер Тревена  — Эдди Флинн
- Тексас Бэттл — Шериф Робертс
- Кэмерон Дуглас — охранник Майк
- Шелби Кобб — Нур Холбороу
- Эмбер Таунсенд — Синди

## Производство
Основные съёмки начались в Бирмингеме, штат Алабама, 20 декабря 2021 года.